# Louis Guillois
Pour les articles homonymes, voir Guillois.
Louis Anne Marie Joseph Guillois, né le 23 février 1872 à Merdrignac (Côtes-du-Nord) et mort le 19 septembre 1952 à Ploërmel, est un homme politique français, sénateur puis député.

## Biographie
Fils d'Eugène Guillois et de Joséphine Bachelard, un couple de marchands de grains profondément catholiques de Merdignac, neveu de Mgr Constant Guillois, il fait des études de médecine et s'installe à Ploërmel où il se marie en 1901 avec Virginie Martineau, qui lui donne quatre enfants. 
Docteur en médecine, maire de Ploërmel de 1904 à 1952, Louis Guillois est élu sénateur du Morbihan le 11 janvier 1920 et réélu en 1924, sous l'étiquette de la Fédération républicaine. Il démissionne de son mandat de sénateur en 1932 pour rejoindre l'Assemblée nationale ; il devient député le 1er mai 1932 mais n'est pas réélu en 1936. Il s'éloigne alors de la vie politique pour se consacrer à ses mandats locaux de conseiller général du Morbihan et de maire. Il est président du Conseil départemental du Morbihan de 1943 à 1945.
Il est le beau-père du maire de Lorient Louis Glotin et le grand père du lieutenant de vaisseau André Fauve qui commandait le sous-marin Minerve lors de sa disparition le 27 janvier 1968.

## Honneurs
- Une voie de la ville de Ploërmel porte le nom d'avenue du Docteur Guillois.
- Le prix Louis-Guillois est une épreuve hippique (cross country) qui se court chaque année fin août à l'hippodrome de Malleville à Ploërmel.

## Sources
- « Louis Guillois », dans le Dictionnaire des parlementaires français (1889-1940), sous la direction de Jean Jolly, PUF, 1960 [détail de l’édition]
- Journal "Le Ploermelais" n°1157 - Février 1968